# Myanmar National League 2020
Die Myanmar National League 2020 war die 11. Spielzeit der höchsten Fußballliga in Myanmar seit ihrer Gründung im Jahr 2009. Die Liga wurde auch MPT Myanmar National League (Myanma Posts and Telecommunications) genannt.
Die Saison startete mit 12 Mannschaften am 10. Januar 2020 und endete am 1. Oktober 2020. Titelverteidiger ist Shan United.

## Mannschaften
- Aufsteiger aus MNL-2

Chin United
ISPE FC
- Absteiger nach der Saison 2019

Dagon FC (Mannschaft zurückgezogen)
Chinland FC
| Mannschaft          | Standort    | Stadion                      | Kapazitaet |
| ------------------- | ----------- | ---------------------------- | ---------- |
| Ayeyawady United    | Pathein     | Ayar Stadium                 | 6.000      |
| Chin United         | Chin-Staat  | Hakha Stadium                | 10.000     |
| Hanthawaddy United  | Taungoo     | Grand Royal Stadium          | 4.000      |
| ISPE FC             | Mandalay    | Mandalarthiri Stadium        | 30.000     |
| Magwe FC            | Magwe       | Magway Stadium               | 3.000      |
| Rakhine United      | Sittwe      | Waitharli Stadium            | 7.000      |
| Sagaing United      | Monywa      | Monywa Stadium               | 5.000      |
| Shan United         | Taunggyi    | Taunggyi Stadium             | 7.000      |
| Southern Myanmar FC | Mawlamyaing | Yamanya Stadium              | 10.000     |
| Yadanarbon FC       | Mandalay    | Bahtoo Stadium               | 17.000     |
| Yangon United       | Rangun      | Yangon United Sports Complex | 3.500      |
| Zwekapin United     | Hpa-an      | Aung Than Lwin Stadium       | 3.000      |

## Personal
Stand: 13. Januar 2020
| Mannschaft          | Trainer                   | Mannschaftskapitän  |
| ------------------- | ------------------------- | ------------------- |
| Ayeyawady United    | U Myo Hlaing Win          | Kyaw Zin Phyo       |
| Chin United         | U Aung Khine              | Nay Win Aung        |
| Hanthawaddy United  | U Myo Min Tun             | Ko Ko Naing         |
| ISPE FC             | U Aung Nay Win            | Zin Ye Naung        |
| Magwe FC            | U Zaw Win Tun             | Naing Naing Kyaw    |
| Rakhine United      | U Than Wai                | Kelvin Kudus Momoh  |
| Sagaing United      | U Min Kyi                 | Toe Sat Naing       |
| Shan United         | U Aung Naing              | Thiha Sithu         |
| Southern Myanmar FC | U Kyaw Min                | Pyae Phyo Aung      |
| Yadanarbon FC       | U Aung Kyaw Moe           | Ye Ko Oo            |
| Yangon United       | U Tin Maung Tun           | Yan Aung Kyaw       |
| Zwekapin United     | U Kyaw Thu Aung Myint Tun | Ebimo West Anderson |

## Ausländische Spieler
Stand: 13. Januar 2020
| Mannschaft          | Spieler 1                    | Spieler 2            | Spieler 3              | Asien        | Ehemalige Spieler |
| ------------------- | ---------------------------- | -------------------- | ---------------------- | ------------ | ----------------- |
| Ayeyawady United    | Raphael Success              | Victor Kamhuka       | Mikael Any             |              |                   |
| Chin United         | Sammuel                      | Komi Biova Akakpo    | Dixon Alusine          |              |                   |
| Hanthawaddy United  | Kekere Moukailou             | Francis Emeka        | Donald Bissa           |              |                   |
| ISPE FC             |                              |                      |                        |              |                   |
| Magwe FC            |                              |                      |                        |              |                   |
| Sagaing United      | Barnabas Friday Akanmidu     | Soulemanou Mandjombe | Patrick Ella           |              |                   |
| Shan United         | Keith Nah                    | Yakubu Abudbakar     | Djawa Maximum          | Daniel Tagoe |                   |
| Southern Myanmar FC |                              |                      |                        |              |                   |
| Rakhine United      | Kelvin Kudus Momoh           | Mathew Sunday Idoko  | Alexander Amponsah     |              |                   |
| Yadanarbon FC       |                              |                      |                        |              |                   |
| Yangon United       | Emmanuel Ikechukwu Uzochukwu | Ernest Barfo         | Ernest Aboubakar Congo | Shori Murata |                   |
| Zwekapin United     | Yassan Ouatching             | Ebimo West Anderson  | Emerson                |              |                   |

 Spieler, die während der Saison den Verein verlassen haben

## Abschlusstabelle
| Pl. | Verein              | Sp. | S  | U | N  | Tore    | Diff. | Punkte |
| --- | ------------------- | --- | -- | - | -- | ------- | ----- | ------ |
| 1.  | Shan United (M)     | 18  | 14 | 2 | 2  | 042:160 | +26   | 44     |
| 2.  | Hanthawaddy United  | 18  | 13 | 2 | 3  | 042:160 | +26   | 41     |
| 3.  | Ayeyawady United    | 18  | 12 | 4 | 2  | 041:160 | +25   | 40     |
| 4.  | Yangon United       | 18  | 11 | 4 | 3  | 039:180 | +21   | 37     |
| 5.  | Yadanarbon FC       | 18  | 5  | 5 | 8  | 030:300 | ±0    | 20     |
| 6.  | Rakhine United      | 18  | 5  | 3 | 10 | 015:280 | −13   | 18     |
| 7.  | Sagaing United      | 18  | 5  | 2 | 11 | 028:380 | −10   | 17     |
| 8.  | Magwe FC            | 18  | 4  | 4 | 10 | 023:450 | −22   | 16     |
| 9.  | ISPE FC (N)         | 18  | 3  | 2 | 13 | 012:450 | −33   | 11     |
| 10. | Southern Myanmar FC | 18  | 2  | 4 | 12 | 012:320 | −20   | 10     |
| 11. | Chin United (N)     | 0   | 0  | 0 | 0  | 000:000 | ±0    | 0      |
| 12. | Zwekapin United     | 0   | 0  | 0 | 0  | 000:000 | ±0    | 0      |

1. ↑  Chin United wurde nach der Hinrunde aufgelöst
2. ↑  Zwekapin United wurde nach der Hinrunde aufgelöst

| Zum Saisonende 2020: Myanmarischer Meister und Teilnahme an den Play-off-Spielen zur AFC Champions League 2021 Abstieg in die MNL-2 2021 |

| Zum Saisonende 2019: |                                                     |
| (M)                  | Amtierender Meister: Shan United                    |
| (P)                  | Amtierender Pokalsieger: Yangon United              |
| (N)                  | Aufsteiger aus der MNL-2 2019: Chin United, ISPE FC |

## Torschützenliste
| Platz. | Spieler                      | Mannschaft          | Tore |
| ------ | ---------------------------- | ------------------- | ---- |
| 01.    | Donald Bissa                 | Hanthawaddy United  | 18   |
| 02.    | Patrick Ella                 | Sagaing United      | 17   |
| 03.    | Raphael Success              | Ayeyawady United    | 16   |
| 04.    | Francis Emeka                | Hanthawaddy United  | 14   |
| 05.    | Win Naing Soe                | Yadanarbon FC       | 12   |
| 06.    | Emmanuel Ikechukwu Uzochukwu | Yangon United       | 11   |
| 07.    | Pyae Moe                     | Magwe FC            | 9    |
| 08.    | Aung Myat Thu                | Southern Myanmar FC | 8    |
| 08.    | Zin Min Tun                  | Shan United         | 8    |
| 08.    | Ernest Barfo                 | Yangon United       | 8    |

## TOP Assists
| Platz. | Spieler          | Mannschaft          | Assists |
| ------ | ---------------- | ------------------- | ------- |
| 01.    | Hein Htet Aung   | Hanthawaddy United  | 9       |
| 01.    | Lwin Moe Aung    | Ayeyawady United    | 9       |
| 03.    | Hlaing Bo Bo     | Yadanarbon FC       | 6       |
| 03.    | Maung Maung Lwin | Yangon United       | 6       |
| 05.    | Yakubu Abudbakar | Shan United         | 5       |
| 06.    | Raphael Success  | Ayeyawady United    | 4       |
| 06.    | Patrick Ella     | Sagaing United      | 4       |
| 06.    | Myo Min Phyo     | Sagaing United      | 4       |
| 06.    | David Htan       | Shan United         | 4       |
| 06.    | Yan Kyaw Htwe    | Southern Myanmar FC | 4       |
| 06.    | Win Naing Soe    | Yadanarbon FC       | 4       |

## Weiße Weste (Clean Sheets)
| Platz. | Spieler          | Mannschaft          | Clean sheets |
| ------ | ---------------- | ------------------- | ------------ |
| 01.    | Ko Ko Naing      | Hanthawaddy United  | 9            |
| 02.    | Kyaw Zin Phyo    | Ayeyawady United    | 7            |
| 03.    | Myo Min Latt     | Shan United         | 6            |
| 04.    | Kyaw Zin Htet    | Yangon United       | 5            |
| 05.    | Van Lal Hruaia   | Rakhine United      | 4            |
| 06.    | Sann Satt Naing  | Yangon United       | 3            |
| 07.    | Zin Nyi Nyi Aung | ISPE FC             | 2            |
| 07.    | Soe Arkar        | Magwe FC            | 2            |
| 07.    | A Zin Hmue       | Sagaing United      | 2            |
| 07.    | Pyae Phyo Aung   | Southern Myanmar FC | 2            |
| 07.    | Pyae Lyan Aung   | Yadanarbon FC       | 2            |
| 12.    | Zar Chi Maung    | Ayeyawady United    | 1            |
| 12.    | Tay Zar Aung     | Rakhine United      | 1            |

## Hattricks
| Spieler       | Verein             | Gegnerischer Verein | Ergebnis | Datum              |
| ------------- | ------------------ | ------------------- | -------- | ------------------ |
| Francis Emeka | Hanthawaddy United | Southern Myanmar FC | 5 : 0    | 2. Februar 2020    |
| Patrick Ella  | Sagaing United     | ISPE FC             | 6 : 1    | 16. Februar 2020   |
| Aung Thu      | Yadanarbon FC      | ISPE FC             | 4 : 0    | 23. August 2020    |
| Myo Ko Tun    | Yadanarbon FC      | Magwe FC            | 4 : 1    | 26. August 2020    |
| Zin Min Tun   | Shan United        | Magwe FC            | 5 : 2    | 11. September 2020 |
| Patrick Ella  | Sagaing United     | Southern Myanmar FC | 4 : 0    | 20. September 2020 |
| Pyae Moe      | Magwe FC           | Sagaing United      | 4 : 1    | 30. September 2020 |

## Auszeichnungen

### Trainer des Monats
| Monat       | Name          | Mannschaft         |
| ----------- | ------------- | ------------------ |
| Januar      | Myo Min Tun   | Hanthawaddy United |
| Februar     | Tin Maung Tun | Yangon United      |
| März/August | Myo Min Tun   | Hanthawaddy United |
| September   | Aung Naing    | Shan United        |
| Oktober     | Aung Naing    | Shan United        |

### Spieler des Monats
| Monat       | Name             | Mannschaft         |
| ----------- | ---------------- | ------------------ |
| Januar      | Donald Bissa     | Hanthawaddy United |
| Februar     | Maung Maung Lwin | Yangon United      |
| März/August | David Htan       | Shan United        |
| September   | Hein Htet Aung   | Hanthawaddy United |
| Oktober     | Myo Min Latt     | Shan United        |

## Sponsoren und Ausrüster
Stand: 13. Januar 2020
| Mannschaft          | Ausrüster  | Trikotsponsor       |
| ------------------- | ---------- | ------------------- |
| Ayeyawady United    | Pro//Sport | AMI Insurance       |
| Chin United         | Versus     | Apexand             |
| Hanthawaddy United  | SCM        | Grand Royal         |
| ISPE FC             | M21 Sports |                     |
| Magwe FC            | SCM        |                     |
| Rakhine United      | Pro//Sport | Golden Gate Co. Ltd |
| Sagaing United      | Pro//Sport | Zaw Gi Myanmar      |
| Shan United         | Pro//Sport | KBZ Pay             |
| Southern Myanmar FC | Pro//Sport | Yuzana Group        |
| Yadanarbon FC       | M21 Sports | Alpine              |
| Yangon United       | FBT        | FNI Insurance       |
| Zwekapin United     | SCM        | Htay Group          |